# Say Amen (Saturday Night)
«Say Amen (Saturday Night)» es una canción de la banda estadounidense Panic! at the Disco, fue lanzada a través de Fueled by Ramen y DCD2 Records el 21 de marzo de 2019 como el primer sencillo de su sexto álbum de estudio, Pray for the Wicked (2018). En junio de 2018 llegó a la primera posición en la lista Alternative Songs de (billboard), siendo la primera canción de la banda en alcanzar dicha posición.

## Antecedentes y lanzamiento
«Say Amen (Saturday Night)» se lanzó para descarga digital el 21 de marzo de 2018. Fue escrito por Brendon Urie, Kaje Sinclair, Sam Hollander, Lauren Pritchard, Imad Royal, Andrew Greene, Mike Deller, Brian Profilio, Thomas Brenneck, Daniel Foder, Jared Tankel, Nathan Abshire, Suzy Shinn, Tom Peyton y Tobias Wincorn, mientras que la producción fue llevada a cabo por Jake Sinclair, Imad Royal y Tobias Wincor. El mismo día, se lanzó el sencillo promocional «(Fuck A) Silver Lining».

## Vídeo musical
El video musical de «Say Amen (Saturday Night)» se estrenó el 21 de marzo de 2018. Fue dirigido por Daniel "Cloud" Campos. El líder de la banda, Brendon Urie confirmó que el video musical sirve como precuela del video musical de la banda  «This Is Gospel» del cuarto álbum de estudio de la banda Too Weird to Live, Too Rare to Die! estrenado en 2013 y también, del video musical de 2015 para «Emperor's New Clothes», del quinto álbum de estudio de la banda, Death of a Bachelor.

## Lista de canciones
- Descarga digital (remix)[14]

| N.º | Título                                                       | Duración |  |
| 1.  | «Say Amen (Saturday Night)» ([Sweater Beats Remix] - Single) | 3:08     |  |

## Posicionamiento en listas
| Listas (2018)                       | Mejor posición |
| ----------------------------------- | -------------- |
| Australia (ARIA)                    | 90             |
| Canadá (Hot Canadian Digital Songs) | 48             |
| Canadá Rock (Billboard)             | 35             |
| Escocia (Official Charts Company)   | 37             |
| Estados Unidos (Billboard Hot 100)  | 60             |
| Estados Unidos (Alternative Songs)  | 1              |
| Estados Unidos (Hot Rock Songs)     | 5              |
| Estados Unidos (Rock Airplay)       | 4              |
| Nueva Zelanda Hot Singles (RMNZ)    | 2              |
| Reino Unido (UK Singles Chart)      | 48             |
| República Checa (Rádio Top 100)     | 6              |

| Listas (2018)                   | Mejor posición |
| ------------------------------- | -------------- |
| Estados Unidos (Hot Rock Songs) | 12             |

## Certificaciones
| País (organismo certificador) | Certificación | Unidades certificadas |
| ----------------------------- | ------------- | --------------------- |
| Canadá (Music Canada)         | Oro           | 40 000                |
| Estados Unidos (RIAA)         | Oro           | 500 000               |